# Suore francescane dell'Immacolata (Frattocchie)

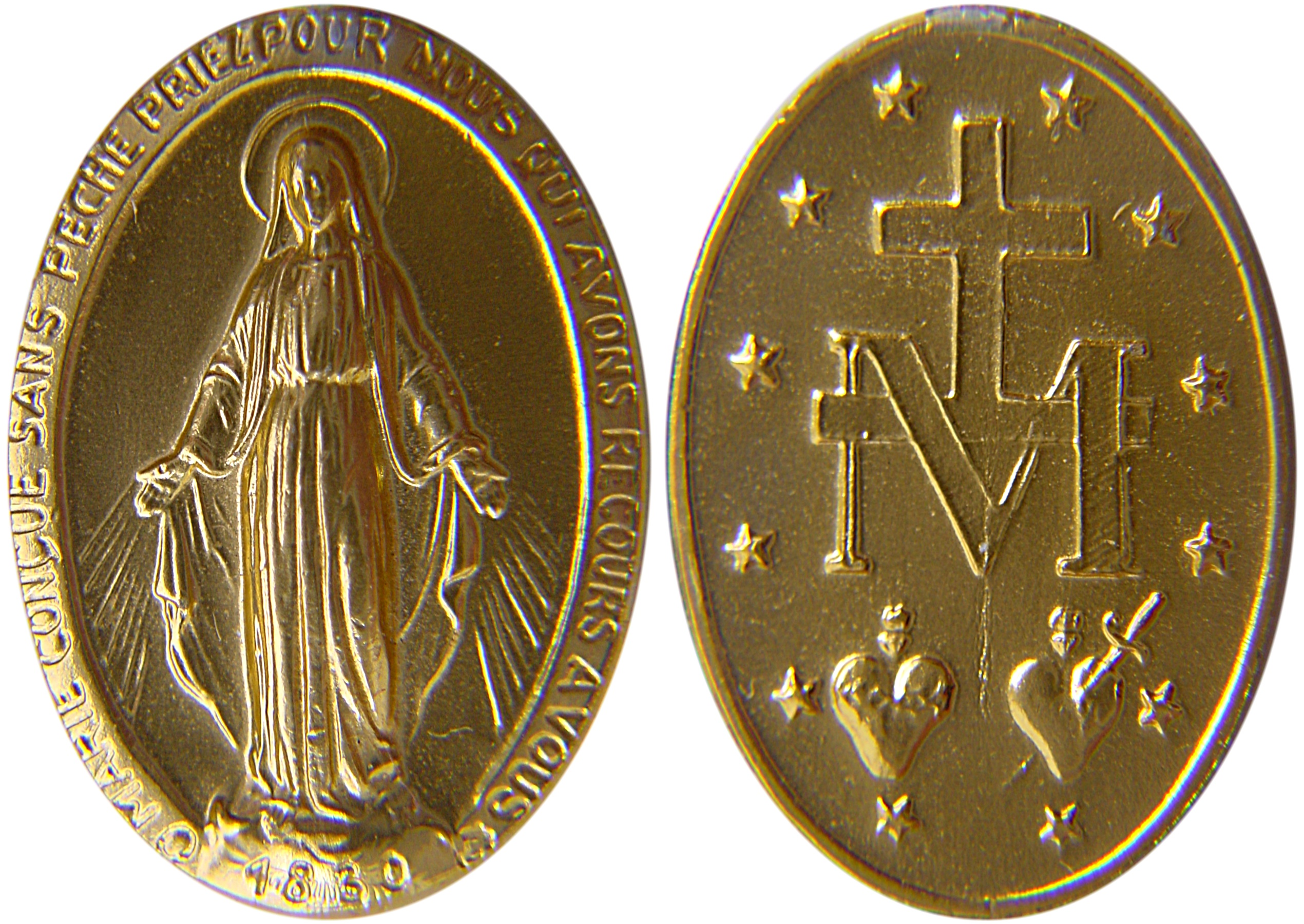
Medaglia miracolosa

Le suore francescane dell'Immacolata (in latino Congregatio Sororum Franciscanorum Immaculatae) sono un istituto religioso femminile di diritto pontificio: le componenti di questa congregazione religiosa, pospongono al loro nome la sigla F.I..
La sede della casa generalizia (il convento Regina dell'Ordine Serafico) è alle Frattocchie, in diocesi di Albano; alla fine del 2015 l'istituto contava 383 suore e 41 case.

## Storia

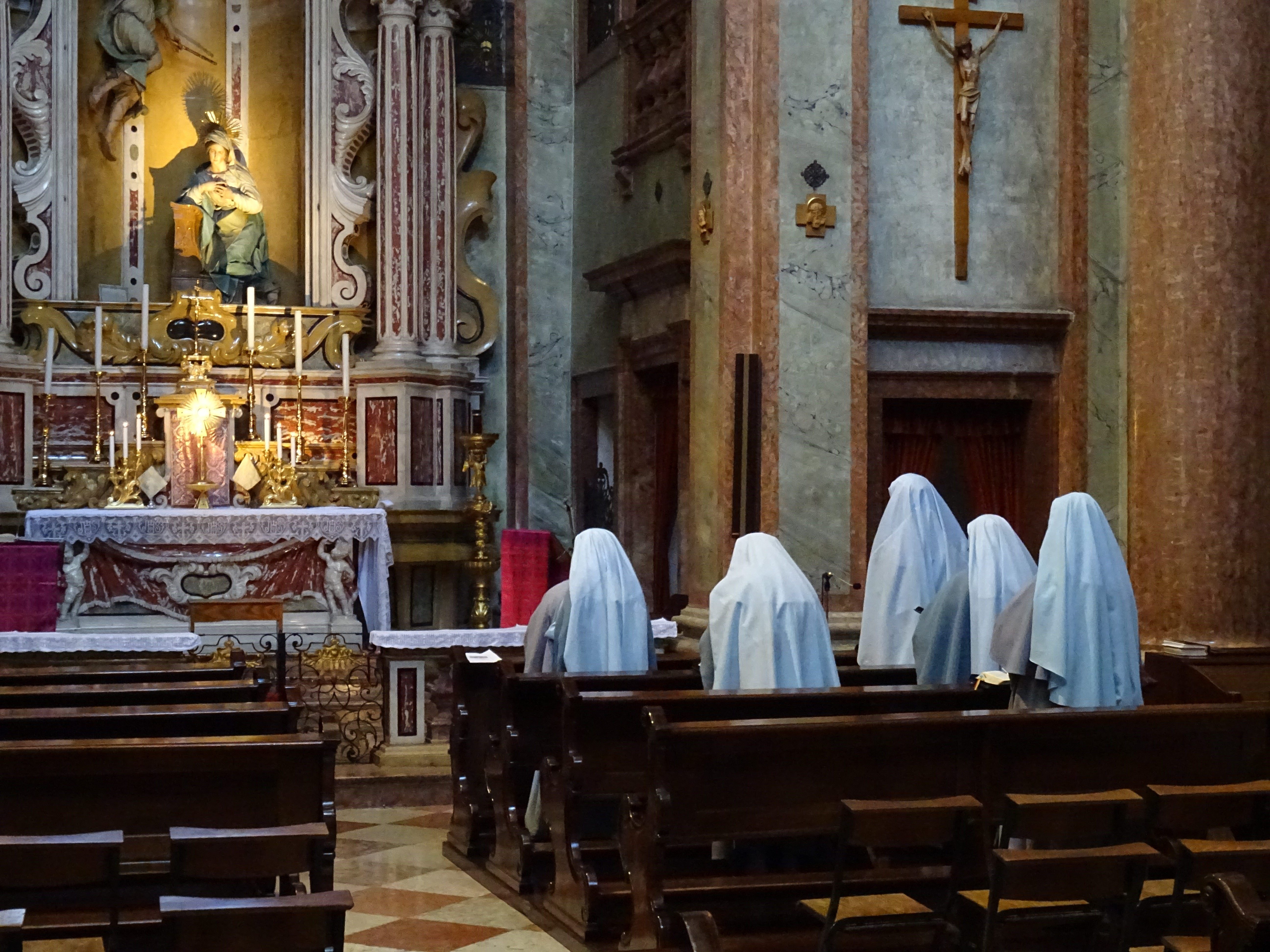
Un gruppo di suore francescane dell'Immacolata in preghiera nella chiesa dell'Annunziata di Trento

Il 24 dicembre 1969 p. Stefano Maria Manelli chiede al superiore generale dei frati minori conventuali, p. Basilio Heiser, di avviare una nuova esperienza di vita francescana. Il superiore asseconda chiedendo a p. Manelli di preparare un programma di vita per questa comunità religiosa rinnovata. Nasce così la "Traccia mariana di vita francescana" accettata con benevolenza dal superiore.
Il 2 agosto 1970, p. Stefano Maria Manelli e p. Gabriele Maria Pellettieri, francescani conventuali, entrano per la prima volta in quella che sarà considerata la casa madre dell'Istituto dei frati francescani dell'Immacolata. La nuova casa madre è in Frigento (provincia di Avellino). Il riconoscimento effettivo avviene il 23 giugno 1990, festa del Cuore Immacolato di Maria. È il giorno in cui i frati fanno la nuova professione religiosa nelle mani dell'arcivescovo. La novità proposta dai fondatori consiste nell'aver sviluppato, perfezionandolo, oltre ai tre già noti voti un quarto voto denominandolo "Voto Mariano": questo voto viene emesso nella professione religiosa al primo posto seguito dai voti dell'ubbidienza, della povertà e della castità. In questa occasione i primi trenta frati vestono un abito grigio-celestino con la medaglia dell'Immacolata sul petto. La medaglia è quella che ha avuto origine in Francia, nel 1830, quando venne rivelata dalla Madonna a santa Caterina Labouré.

### Le suore di vita attiva
Il 1º novembre del 1982 nasce anche il ramo femminile dell'Istituto: le suore francescane dell'Immacolata. Un gruppo di ragazze incontra a Frigento p. Manelli che decide di avviare questa esperienza di vita francescana e mariana femminile. La prima comunità nasce a Manila, nelle Filippine il 21 novembre dello stesso anno sotto la guida di p. Gabriele Pellettieri. La nuova esperienza viene riconosciuta proprio nelle Filippine dal cardinale J. Sin, allora arcivescovo di Manila. Il 29 agosto del 1988 tre suore giungono in Italia per aprire una casa religiosa dove accogliere le ragazze italiane che vogliono vivere secondo la spiritualità francescano-mariana. Le suore vengono riconosciute canonicamente in Istituto di diritto diocesano il 2 agosto del 1993 dall'abate di Montecassino, Bernardo D'Onorio, e costituiscono la famiglia sorella dei frati francescani dell'Immacolata.
Nel 9 novembre 1998 le suore ottengono il riconoscimento pontificio dalla Congregazione per gli istituti di vita consacrata e per le società di vita apostolica.
Attualmente le suore sono circa 300 in 47 case (15 in Europa, 8 in Asia, 3 in America e in Africa e 2 in Australia).

### Le suore di vita contemplativa
Le suore hanno istituito anche recentemente una esperienza di vita contemplativa che chiamano "Colombai dell'Immacolata": attualmente sono quattro: una a Lanherne, in Cornovaglia (GB) due in Italia, Alassio (SV) e Città di Castello (PG) e uno nelle Filippine a Carmen di Cebu.
Ai due rami religiosi si è aggiunto anche la Missione dell'Immacolata Mediatrice, che raccoglie laici, sposati e no.

### Carisma
La forma di vita francescana delle "case dell'Immacolata", nelle quali vivono le suore, è ispirata alla regola di san Francesco d'Assisi, confermata da papa Onorio III (la cosiddetta "regola bollata") e vuole riprodurre l'esperienza delle primitive comunità francescane, in particolare quella della "Porziuncola" d'Assisi. A ciò si aggiunge l'ispirazione mariana secondo lo stile delle "Città dell'Immacolata" (Niepokalanów in Polonia e Mugenzai No Sono in Giappone) fondate da san Massimiliano Maria Kolbe.